# 1763 Williams
1763 Williams este un asteroid din centura principală, descoperit pe 13 octombrie 1953, de Goethe Link Obs..